# デイヴィッド・ステュアート
デイヴィッド・S・ステュアート（英語: David S. Stuart、1965年 -）は、アメリカ合衆国の考古学者、マヤ文字碑文研究者。主にコパン、パレンケ、ピエドラス・ネグラス、ラ・コロナ、サン・バルトロなどを調査している。

## 経歴
ステュアートはワシントンD.C.に生まれた。父はナショナルジオグラフィックの考古学者として知られるジョージ・E・ステュアート(1935-2014)で、母のジーンもマヤ研究者だった。両親の共著によるマヤ関係の著書もある。両親に連れられて発掘現場を巡ったために、幼いころからマヤ遺跡に親しんだ。
ステュアートの早熟ぶりを伝えるエピソードはマイケル・D・コウ『マヤ文字解読』第10章にも紹介され、よく知られている。両親につれられてパレンケでリンダ・シーリーにはじめて会ったとき、シーリーはステュアートがパレンケの太陽の神殿の石板を24分でほぼ完全に解読したことに驚き、1978年の第3回パレンケ円卓会議に招いた。この会議で12歳のステュアートは最初の学術論文を発表した。1980年末にペテン県ナフ・トゥニッチの洞穴壁画の調査に碑文解読者として父とともに参加し、ハアブの月名「パシュ」が他と異なって表音的に書かれていることを発見した。
高校時代からダンバートン・オークスのインターンとして働き、1983年に高校を卒業した後、同所で1年間ジュニア研究員をつとめた。1984年には史上最年少の18歳でマッカーサー・フェローに選ばれた。
1985年にプリンストン大学に入学した。ステュアートは父のジョージが創始した『古代マヤ文字調査報告』誌（“Research Reports on Ancient Maya Writing）に次々と研究を発表した。中でも1987年の論文「Ten Phonetic Syllables」（10音節）は、マヤ文字のうち音節文字の音価を決定する手順を例とともに示したもので、その後のマヤ文字解読に大きな影響を与えた。
ステュアートはイアン・グレアムがリオ・アスルで発見した瓶の銘文を解読し、「カカオ用の瓶」と書かれていると指摘した。ハーシーの食品研究所に調査を依頼したところ、実際にチョコレートの成分が検出された。また土器の銘文は一般に持ち主、器の形状ならびに用途などから構成されると指摘した。1989年にプリンストン大学を卒業した後、ヴァンダービルト大学で研究を続け、1995年に博士の学位を得た。
1993年から11年間ハーバード大学で教え、かつ同校に附属するピーボディ考古学・民族学博物館のキュレーターをつとめた。ステュアートは1994年以降イアン・グレアムによる『マヤ神聖文字碑文集成』(CMHI)の作業の協力者だった。1997年にグレアムとステュアートはペテン県の新発見の遺跡を訪れ、ラ・コロナと命名した。ピーター・マシューズが1970年代に調査した「Q遺跡」は存在が不明であったが、ステュアートは2001年にラ・コロナがその遺跡であると判断した。
2004年にテキサス大学オースティン校の教授に就任した。同大学のメソアメリカセンターの主任でもある。

## 主な著作物
発行年順。
- (pdf) Ten Phonetic Syllables. Research Reports on Ancient Maya Writing. 14. Boundary End Archaeology Research Center. (1987). "formerly known as The Boundary End Center (BEC)"
  - Stuart, David (1987). Ten Phonetic Syllables. Washington, D.C. (P.O. Box 65760, Washington 20035-5760): Center for Maya Research. OCLC 18464107全52頁、図版あり、高さ 28 cm。
- Stuart, David (1988). “The Rio Azul Cacao Pot: Epigraphic Observations on the Function of a Maya Ceramic Vessel” (英語). Antiquity 62:  153-157. doi:10.1017/S0003598X00073634..
- Stuart, David (1989). “Hieroglyphs on Maya Vessels”. In Justin Kerr (pdf). The Maya Vase Book: A Corpus of Rollout Photographs of Maya Vases. 1. Kerr Assoc. pp. 149-160ISBN 0962420808.
- Stephen Houston; Oswaldo Chinchilla Mazariegos; David Stuart, eds (2001年頃). University of Oklahoma Press　ISBN 0806132043
- Stuart, David (2005). “A foreign past : the writing and representation of history on a royal ancestral shrine at Copán”. In E. Wyllys Andrews; William L. Fash. Copán : the history of an ancient Maya kingdom. School of American Research advanced seminar series (1st ed.) ISBN 9781930618374
  - オンライン版の目次[リンク切れ]